# Cle Elum
Cle Elum är en ort (city) i Kittitas County i delstaten Washington i USA. Orten hade 2 157 invånare, på en yta av 11,65 km² (2020).